# Society Hill (Philadelphia)

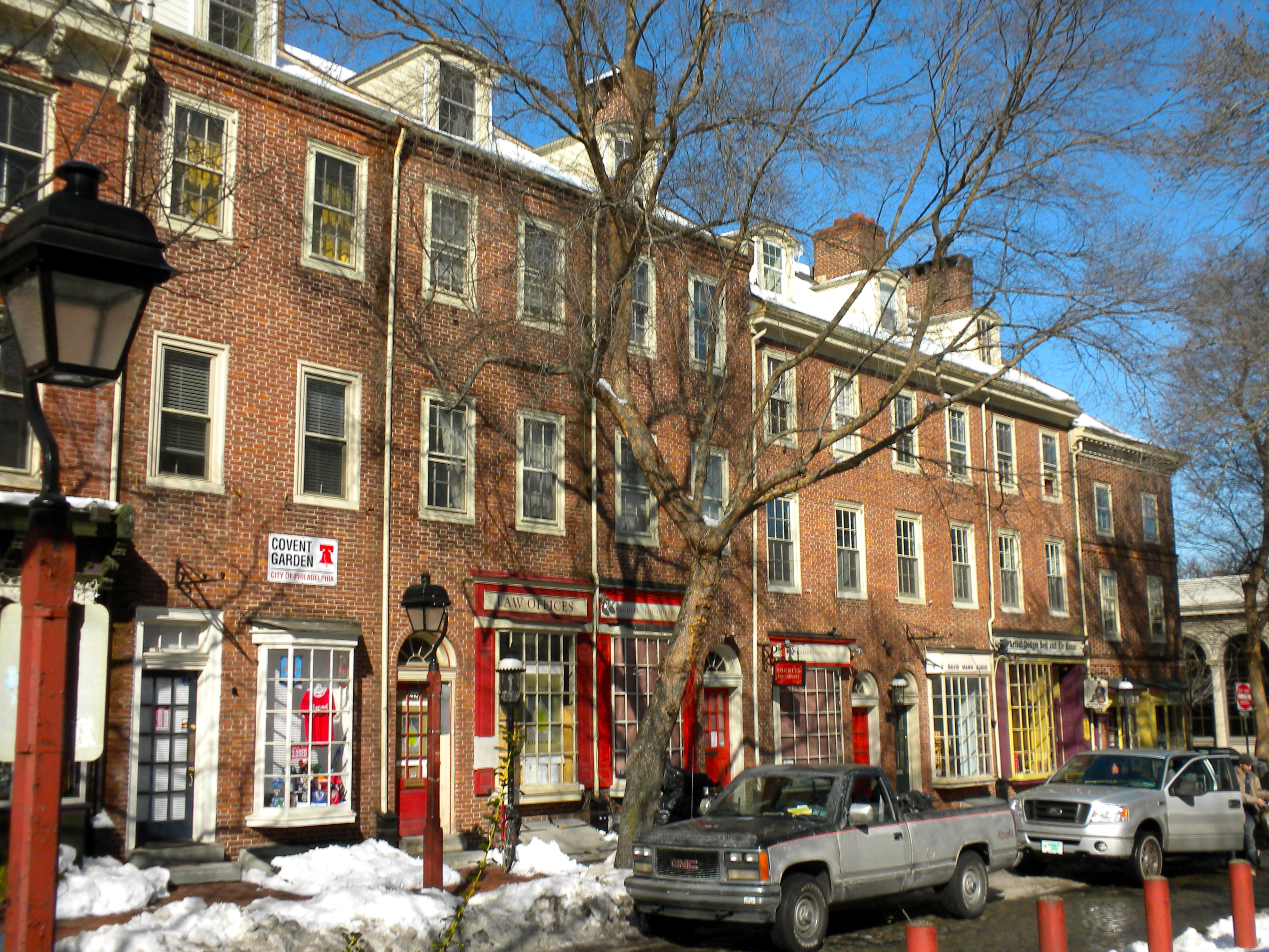
Head House Square in Society Hill

Society Hill is een historische wijk in de Amerikaanse stad Philadelphia. De wijk is gelegen in het stadsdeel Center City, aan de rivier de Delaware, net ten zuiden van Old City en de Independence Hall.

## Geschiedenis
De wijk is vernoemd naar de 17e-eeuwse Free Society of Traders, die hun kantoor in de wijk hadden. De wijk heette aanvankelijk Dock Ward. In de 19e eeuw verloor de wijk haar aantrekkingskracht en verslechterde de woonomstandigheden in de stad. 
Rond 1940 was de wijk uitgegroeid tot een achterstandswijk. Hierdoor werd na de Tweede Wereldoorlog begonnen met stadsvernieuwing in de wijk. Veel huizen uit de 20e eeuw werden gesloopt, terwijl de historische gebouwen gerestaureerd werden. In 1964 werden de Society Hill Towers opgeleverd. Het gehele plan om de wijk te vernieuwen werd in 1977 voltooid.

## Historische gebouwen
- Free Library of Philadelphia
- Merchants' Exchange Building
- St. Peter's Episcopal Church

## Bekende inwoners
- Tadeusz Kościuszko, Poolse vrijheidsstrijder
- James Madison, president van de Verenigde Staten, en zijn echtgenote Dolley Madison